# Рымникская архиепископия
Ры́мникская архиепископи́я (рум. Arhiepiscopia Râmnicului) — епархия Румынской православной церкви с кафедрой в городе Рымнику-Вылча. Входит в состав Олтенской митрополии.

## История
Первая румынская митрополия, Унгро-Валашская митрополия, была создана в 1359 году, а затем в 1370 году — Северинская митрополия к западу от реки Олт. Из-за набегов со стороны Венгерского королевства кафедра была перенесена в 1375 году из Северина в Стрехайю в Олтении, к тому времени входившую в состав Валашского княжества. После смерти валашского князя Мирчи I в 1418 году кафедра оказалась в Рымнике. Когда Северин вернулся в Валашскую юрисдикцию, в 1503—1504 годах, во время правления Раду IV Великого, Олтенская епархия была восстановлена под именем Рымникской и Ново-Северинской. Епархия охватывала всю Олтению и была непосредственно подчинена Унгро-Валашской митрополии.
После своего основания епархия стала центром, к которому тяготела культурная и духовная жизнь региона. Это происходило в тесном сотрудничестве с приходскими церквами и монастырями Бистрица и Козия, откуда происходили многие епископы. Из-за скудости документов нельзя с уверенностью сказать, кем были правящие архиереи в первые два десятилетия её существования. Одна группа историков указывает на Максима (Бранковича), сербского монаха, вероятно названного Раду из-за его хороших отношений с Сербской деспотовиной. Другая группа указывает на Макария, настоятеля Монастыря Бистрица. Это учреждение поддерживалось Крайовештскими боярами, в чьих интересах было поставить своего союзника епископом. Позже Нягое I Басараб, бывший ученик монастыря, продвинет епископа Макария на Валашскую митрополию, установив традицию, согласно которой главный кандидат (желающий или не желающий) на высший церковный пост в стране будет происходить из Рымника, епископы которого будут рассматриваться как вторые по рангу в Синоде после митрополита. Кроме Макария, три Рымникских епископа были избраны митрополитом в XVI веке, три — в XVII и четыре — в XVIII. Более внятные сведения о Рымникских епископах начинаются с епископа Леонтия, который, как полагают, служил между 1532 и 1534 годами.
XVI век включал в себя основание и консолидацию; XVII век — обретение особой идентичности и начало её вклада в национальную культуру; а XVIII век был временем большого вклада в румынскую культуру и духовность. Всё это дало повод Николае Йоргу говорить о Рымнике как о столице типографов, что привело к «золотому веку» для города и епархии в течение того столетия. Поддерживаемый епископом Климентом, этот расцвет продолжался даже после разрушений, вызванных австро-турецкой войной в 1737 году, и может быть разделён согласно Йорге на четыре этапа: брынковянский, постбрынковянский, эпоха епископа Кесария и домодернистский период.
Было выделено около шести направлений деятельности, благодаря которым епархия обогатила духовную и культурную жизнь города, Олтении и Валахии в целом. Во-первых, его должностные лица были вовлечены в общественную жизнь через их присутствие на судебных заседаниях, их предложение специальных литургий и их присутствие в дипломатических делегациях. Примеры последних включают поездку епископа Дамаскина Войнеску в 1717 году к императорскому двору в Вене; миротворческую инициативу епископа Климента между турками и австрийцами в 1738 году; и присутствие епископа Кесария в составе румынской делегации к Екатерине Великой в 1776 году, после того как он написал книгу о русско-турецких войнах.
C помощью ктиторов (князей, чиновников, иерархов, монахов, купцов и т. д.) были построены новые церкви и восстановлены другие. Таким образом, в этом районе было создано по меньшей мере девять монастырей, а в городе — девять церквей. Из них церкви XV и XV веков представляли собой либо простой неф без колокольни, либо имели крестовый план в виде трилистника как Монастыре Козия. Те, что были построены в XVII веке, следовали исконному валашскому стилю, принятому при правлении Матея Басараба, в то время как те, что были построены в XVIII веке, демонстрируют многие черты брынковянеского стиля, включая балкон.
Монастырские школы были созданы в Козии, Бистрице, Говоре и в самом Рымнике. Наибольшее количество ученых из монастырских школ появилось в XVIII веке. Образование в Рымнике развивалось следующим образом с XVI по начало XIX века. В XVI веке здесь была архиерейская школа для певчих, с текстами на старославянском языке. Она также обучала переписчиков, грамматиков и логофетов, которые учились читать и писать на румынской кириллице. В XVII веке в архиерейской школе преподавались чтение и письмо на славянском языке, арифметика, геометрия и основы хронологии и управления, церковная музыка на славянском языке. В XVIII веке здесь была румынская школа, основанная епископом Анфимом (1705—1708). Здесь бесплатно обучали священников, певчих и грамматиков из Рымникской епархии, так и из Трансильвании. После некоторого перерыва она возобновилась в 1719 году, после начала австрийской оккупации региона, при епископе Дамаскине (1708—1725). В 1726 году его учебник, включающий молитвы, богослужебные тексты и церковную музыку, был напечатан посмертно, а в 1749 году при епископе Григории (Сокотяну) был издан учебник орфографии. Хорошо развитая структура последнего была воспроизведена в более поздних изданиях в Яссах, Вене, Блаже, Сибиу, Буде и Черновцах. С 1741 по 1755 год существовала Славянская школа, созданная для противодействия греческому влиянию в церкви. Она была поглощена румынской и греческой школой, начатой в 1746 году. Некоторые из выпускников этой школы, такие как Наум Рымничану, были писателями в домодернового период румынской литературы. Наконец, в течение XIX века (1800—1831) существовала румынская школа, характеризовавшаяся определенным количеством вариаций в учебном плане и оплате труда учителей, что неудивительно, учитывая перемены того периода. Епархия внесла свой вклад в развитие румынского церковного искусства на протяжении более чем четырёх столетий, в том числе в период, когда Северинская митрополия находилась в Рымнике. Что касается религиозной архитектуры, то она эволюционировала в этом районе от крестьянских моделей к отдельным церковным формам до интеграции Афонского стиля трилистника и его местных перестановок, за которыми последовало развитие местной архитектуры под руководством Матея Басараба, а затем расцвет Брынковянского стиля, за которым в XVIII веке последовало его распространение в сторону барокко, маньеризм и сельские тенденции. Настенная живопись, преподаваемая в церковных школах, также процветала, эволюционируя на протяжении веков от символических произведений византийского стиля XIV века к более реалистичным изображениям, особенно XVIII веке. В то время как росписи в церковных нефах оставались в гармонии с византийской церковной традицией, художники принимали реалистические формы в притворах, где изображались ктиторы. Начиная с XVIII века художники, обучавшиеся в разных местах, но жившие в Рымнике, организовались в гильдию, чтобы защитить себя от административных злоупотреблений. В то же время епископ Филарет просил их помнить о церковных канонах. Наконец, важную роль в развитии средневековой музыки в румынских землях сыграли церковно-певческие школы, действовавшие при крупных монастырях и соборах, которые готовили будущих священников и диаконов, в том числе из Трансильвании. С начала XV века появились новые песни, написанные Филофеем, монахом из Козии, и бывшим логофетом Мирчей I. Был также достигнут прогресс по поводу перевода литургических песнопений на румынский язык. Пока Анфим был епископом, музыка преподавалась на славянском языке, но начиная с этого времени, и особенно после издания двух сочинений в 1713—1714 годах, литургия преподавалась на румынском языке. Есть свидетельства, что этот процесс начался несколько раньше, так как к 1706—1708 годам ряд служб уже был представлен на румынском языке. После 1713 года епископы печатали религиозные книги исключительно на румынском языке, а также отправляли их в Трансильванию, Молдавию и на юг от Дуная. Учителя музыки были хорошо образованными людьми, которые проводили время, копируя или, в XVIII веке, печатая музыкальные рукописи на славянском (до 1713 года) и румынском (впоследствии) языках. Некоторые из них также сочиняли собственную религиозную музыку.
В период, когда эти земли сталкивалась с распространением католических и протестантских идей, епархия пропагандировала печатное слово как средство закрепления православной идентичности и единства веры. Между 1508 и 1512 годами, во времена правления Раду IV, Михня Злого и Нягое Басараба, в Монастыре Бистрица появились три книги на румынском языке: Служебник, Псалтырь и Евангелие. Между 1636 и 1642 годами в монастыре говора появилось шесть религиозных книг, в том числе книга правил. Там действовала религиозно-культурная школа, среди учеников которой были типографы. Этому способствовал митрополит Феофил, бывший епископ Рымникский, которого поддерживали князь Матей Басараб и его логофет Удриште Нэстурел. В 1705 году, став епископом, Анфим привез с собой печатный станок из Снаговского монастыря, основав типографию в Рымнике и издав к 1707 году девять или десять религиозных книг. Их важность заключается в том, что с их завершением большинство православных священных текстов появилось теперь на румынском языке, продвигая процесс превращения богослужебного языка в народный и узаконивая румынский как священный язык, процесс, начатый Кореси, Дософтеем и Митрофаном Бузэуским и продолженный дальнейшими переводами его преемника епископа Дамаскина. В рамках своей политической и культурной стратегии Константин Брынковяну и митрополит Феодосий распространили тексты гимна среди румын в Трансильвании, несмотря на официальные попытки обратить их в католицизм.
В XVIII веке епископы Румникские, ставшие свидетелями двух десятилетий австрийского господства и ряда австро-турецких столкновений в Олтении, заметно приобрели национальную идентичность и чувство культурной, языковой и религиозной сплочённости с другими румынами. Это помогает объяснить, почему в их городе больше, чем в национальной столице Бухаресте, где Османское давление и финансовые интересы Фанариотских князей и сановников ограничивали такие настроения, печатная деятельность на румынском языке осуществлялась с намерением помочь народным массам, и почему, несмотря на связанные с этим трудности, они стремились сохранить традиционные культурные и духовные связи с землями, населёнными румынами. С этой целью они позаботились о том, чтобы напечатать наиболее необходимые религиозные тексты в лучших переводах, представить и прокомментировать их, снабдив тщательными предисловиями, продвигать идеи духовного, религиозного, культурного и политического единства и обогатить литературный румынский язык литургической основой. Каждый из десяти епископов, участвовавших в этом процессе (как и Галактион после 1800 года), имел свои особые заслуги, определяемые контекстом, в котором он действовал. В то время как сочинение Анфима, лишённого сана и убитого, было запрещено, сочинения Дамаскина приобрели его литературный и литургический престиж. Кесарий, хотя и был епископом недолго, имел оригинальные идеи по румынской истории, которые получили высокую оценку Йорги.
Десятилетия между 1780 и 1830 годами имеют несколько характерных особенностей в Рымнике. Продолжались традиции духовной, культурной и художественной жизни, ремонтировались повреждённые войной храмы и строились новые таким образом, чтобы уравновесить постбрынковянский стиль, добавляя народные художественные новшества. Монастыри и епархиальный центр продолжали воспитывать каллиграфов, переписчиков, художников и музыкантов. Работа епархиальной типографии продолжалась, хотя и с большими трудностями и перерывами. Епископ Филарет, будучи избран митрополитом, взял с собой печатные инструменты для использования в Бухаресте. Его преемник Нектарий восстановил типографию, выпустив двадцать книг, в том числе сборник проповедей на болгарском языке для верующих этой страны; он последовал за ним в качестве митрополита в 1812 году. Галактион (1812—1824) опубликовал несколько книг, но они были важны, включая переизданную азбуку в 1814 году и книгу о чудесах Богородицы в 1820 году. Неофит, занявший этот пост в 1824 году, продал печатный станок группе мирян. Епископ Каллиник (Антонеску) (1850—1868), чьё правление совпало с образованием Румынского королевства, был выдающимся руководителем епархии в течение XIX века; его преемники не поднялись на тот же духовный уровень и приняли участие в окончательном установлении государственной власти над Церковью. Епископ Каллиник создал собственную типографию и издал ряд богослужебных и духовных книг, в том числе плач в стихах, сборник советов для монахов и хронику Валашского восстания 1821 года. Он также распространил сообщение о правительственном приказе, заменяющем греческий язык в богослужении румынским. Наконец, местные писатели вышли за пределы внутрицерковных тем, занимаясь темами национального интереса и делая себя известными на румынской культурной и литературной сцене того времени.
1 ноября 1939 года епархия была упразднена, а на её территории была создана Олтенская митрополия с резиденцией в Крайове. Однако 20 апреля 1945 года Рымникская и Новосеверинская епархия была восстановлена. В 1949 году, при новой коммунистической власти к Рымникской епархии была присоединена Арджешская, в связи чем название изменилось на Арджешскую и Рымникскую. Епархиальное управление находилась в Рымнике; в её состав входили уезды Вылча, Арджеш, Олт и часть Телеормана. В 1990 году в новых условиях Арджешская и Мусчельская епархия была восстановлена, а в составе Рымникской остались жудецы Вылча и Олт. В последующий период большая часть монастырей и церквей епархии подверглась реставрации. В 2008 года, когда была образована Слатинская епархия, в составе епархиальной территории остался только уезд Вылча. 14 ноября 2009 года решением Священного синода Румынской православной церкви Рымникская епископия получила статус архиепископии.

## Правящие архиереи
- Иларион
- Иоасаф
- Иосиф
- Прохор
- Григорий I
- Григорий II
- Савва
- Онуфрий
- Даниил
- Лука
- Евфимий
- Леонтий (1532? — 1534(?))
- Паисий (1535(?)/1540 — (?))
- Евфимий (1558(?) — 1568(?))
- Михаил II (1568(?) — 1586)
- Ефрем I (1586(?) — 1593(?))
- Парфений I (1594)
- Феофил I, 1595—1601(?)
- Ефрем II (1601(?) — 1613)
- Дионисий I (1615—1618(?))
- Феофил II (1619—1636)
- Игнатий Серб (1636—1653)
- Дионисий II (1653—1657(?))
- Игнатий Грек (1659—1668)
- Серафим (1668—1670)
- Варлаам (1670—1672)
- Стефан I (1673—1693)
- Иларион II (1693—1705)
- Анфим Иверский (1705—1708)
- Дамаскин (Воинеску) (1708—1725)
- Стефан II (1726—1727)
- Дамаскин (Даскаул) (1708—1725)
- Иннокентий (1728—1735)
- Климент (1735—1749)
- Григорий (Сокотяну) (1749—1764)
- Парфений II (1764—1771)
- Кесарий (1773—1780)
- Филарет (1780—1792)
- Нектарий (1792—1812)
- Галактион (1813—1824)
- Григорий (1823—1828)
- Неофит (Яноглу) (20 апреля 1824 — 29 июня 1840)
- Нифон (Русайлэ) (январь 1848 — сентябрь 1850)
- Каллиник (Антонеску)[рум.] (14 сентября 1850 — 1865)

В Румынской православной церкви
- Каллиник (Антонеску)[рум.] (1865 — 11 апреля 1868)
- Иннокентий (Кицулеску) (1869—1873)
- Афанасий (Стоенеску) (1873—1880)
- Иосиф (Бобулеску) (30 ноября 1880 — 1 декабря 1886)
- Геннадий (Енэчану) (10 декабря 1886 — 14 июня 1898)
- Афанасий (Миронеску) (12 марта 1898 — 5 февраля 1909)
- Геннадий (Джорджеску) (22 марта 1909 — 23 ноября 1912)
- Софроний (Вулпеску) (5 мая 1913 — 8 июня 1918)
- Мелетий (Добреску) (осень 1917 — 3 июля 1918) в/у
- Анфим (Петреску) (3 июля 1918 — 6 сентября 1919)
- Алексий (Шербан) (сентябрь 1919 — 1 апреля 1920) в/у
- Варфоломей (Стэнеску) (17 марта 1921 — 1 ноября 1938)
- Ириней (Михэлческу) (1 ноября 1938 — 1 ноября 1939) в/у, епископ Крайовский
- Афанасий (Динкэ) (20 апреля 1945 — 11 марта 1948) в/у
- Иосиф (Гафтон) (11 марта 1948 — 9 июня 1984)
- Герасим (Кристя) (30 сентября 1984 — 9 апреля 2014)
- Варсонофий (Годжеску) (с 22 мая 2014)